# Pisione hartmannschroederae
Pisione hartmannschroederae är en ringmaskart som beskrevs av Westheide 1995. Pisione hartmannschroederae ingår i släktet Pisione och familjen Pisionidae. Inga underarter finns listade i Catalogue of Life.